# Crotus Rubeanus
Crotus Rubeanus, auch Rubianus (* um 1480 in Dornheim bei Arnstadt, Thüringen; † um 1545 in Halberstadt), war ein deutscher Humanist und katholischer Theologe.

## Namen
Sein Taufname war Johannes Jäger. Den Familiennamen latinisierte er akademisch zu Venator(ius). Ab 1509 führte er die ihm von Mutianus Rufus verliehenen Namen Crotus nach dem Schützen Krotos der griechischen Mythologie und Rubeanus (lat. „vom [dornigen] Brombeerstrauch“) als Herkunftsnamen „aus Dornheim“.

## Leben

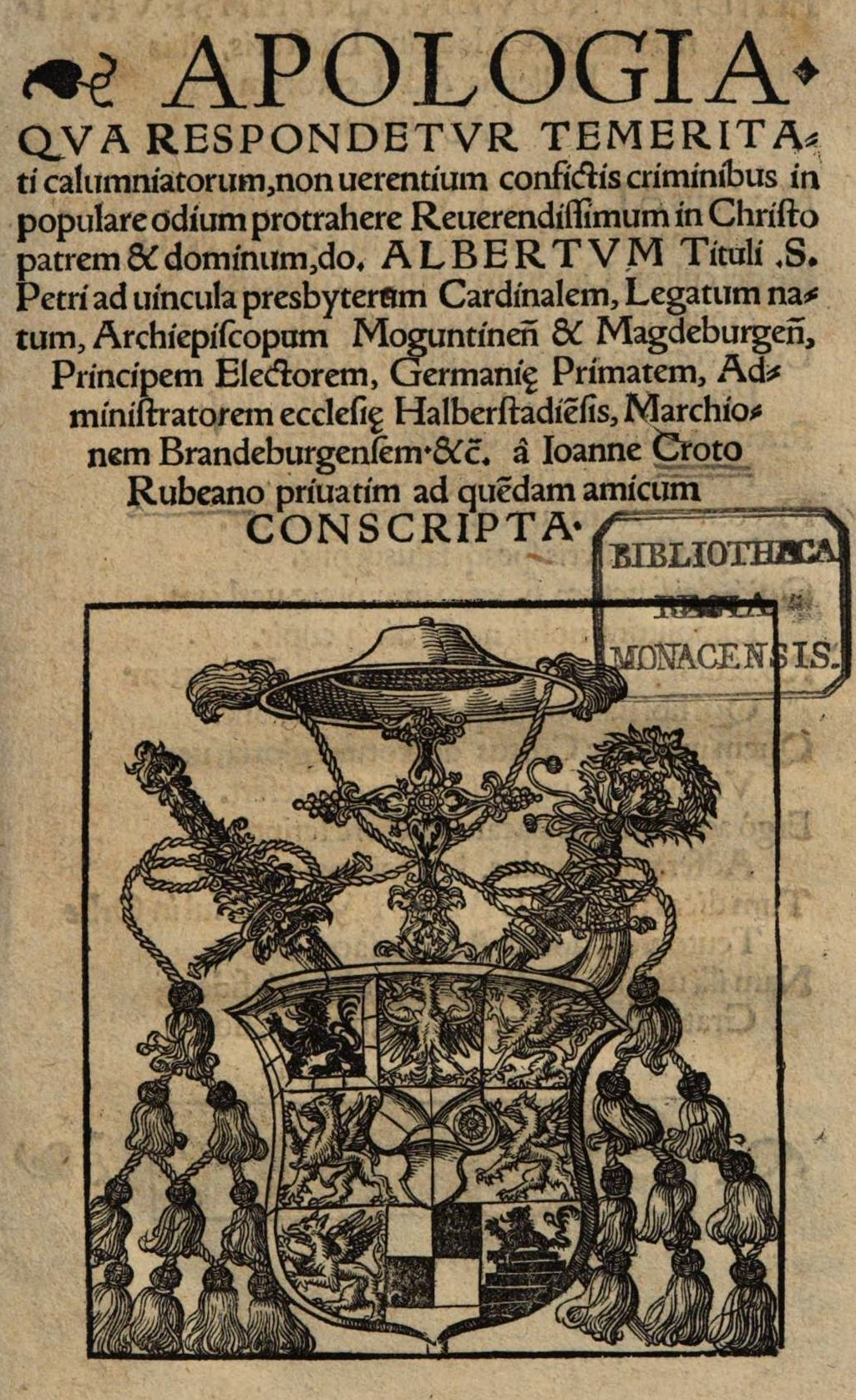
Ioannes Crotus Rubeanus: Apologia für Kardinal-Erzbischof Albrecht (Albertus), Leipzig 1531

Rubeanus entstammte einer Bauernfamilie. 1498 immatrikulierte er sich an der Universität Erfurt, wo er 1500 das Bakkalaureat erwarb. 1501 lernte er dort als Mitstudenten Martin Luther kennen, 1503 Ulrich von Hutten, wie aus einem Brief vom April 1520 hervorgeht. Mit Hutten ging er 1505 für ein Semester nach Köln. Nach Erfurt zurückgekehrt, schloss er sich dem Humanistenkreis um Mutianus Rufus und Eobanus Hessus an. Mit Eobanus verband ihn eine lebenslange Freundschaft. 1507 wurde er Magister.
1510 wurde Rubeanus Leiter der Klosterschule Fulda und Sekretär des Koadjutors und (ab 1513) Fürstabts Hartmann von Kirchberg. 1517 ging er nach Italien. In Bologna wurde er 1519 zum Dr. theol. promoviert. Seine Eindrücke von der Römischen Kurie näherten ihn der Reformation Luthers an. Ab 1520 lehrte er an der Universität Erfurt. Als deren Rektor hielt er am 6. April 1521 einen ehrenden Empfang für Martin Luther, der zum Wormser Reichstag unterwegs war. Als die Ächtung Luthers an der Erfurter Universität schwere Unruhen auslöste, kehrte Rubeanus nach Fulda zurück.
1524 holte ihn sein Bologneser Kommilitone Friedrich Fischer nach Königsberg, wo Rubeanus Rat und Mitarbeiter des Deutschordens-Hochmeisters Albrecht von Preußen wurde. Dessen reformatorische Politik lehnte Rubeanus jedoch ab und verließ Königsberg 1530.
1531 trat er in den Dienst Albrechts von Brandenburg, der als Fürsterzbischof von Magdeburg und Mainz der mächtigste Gegner Luthers war. Albrecht verlieh ihm ein Kanonikat an dem von ihm gegründeten Kollegiatstift Halle. Damit war Rubeanus’ Bruch mit der Reformation öffentlich und stieß auf scharfe Kritik Luthers und seiner Anhänger.
Um 1537 wechselte Rubeanus als Domherr nach Halberstadt, wo er einige Jahre später – das genaue Datum ist unbekannt – starb.

## Literarisches Wirken
Rubeanus war ein entschiedener Vertreter des humanistischen Bildungsideals und eng verbunden mit den führenden Humanisten der Zeit. Er ist heute als Hauptverfasser des ersten Teils der anonymen Dunkelmännerbriefe von 1515 identifiziert, die die im Klerus verbreitete Bildungsfeindlichkeit satirisch anprangerten. Zur Zeit seines Erfurter Rektorats 1520/21 unterstützte er Luthers Bewegung, wandte sich aber später von ihr ab und ließ sich nach seiner Apologia von 1531 für Erzbischof Albrecht auf keine weiteren Polemiken ein. Luther verballhornte seinen Namen zu „Kröte“ und nannte ihn „des Kardinals zu Mainz Tellerlecker“. Von seinen humanistischen Freunden blieb ihm nur Eobanus verbunden.